# Asteriks i Gryf
Asteriks i Gryf (fr. Astérix et le Griffon) – trzydziesty dziewiąty tom serii komiksowej Asteriks, stworzony przez Jeana Yves-Ferriego (scenariusz) i Didiera Conrada (rysunki). Jego premiera miała miejsce 21 października 2021 (w Polsce 28 października 2021).

## Fabuła
Asteriks, Obeliks, Panoramiks i Idefiks wyruszają w podróż, mającą na celu odszukanie gryfa. Wędrówka zaprowadzi ich do krainy Sarmatów.

## O albumie
Jean-Yves Ferri następująco opisał powody, dla których w historii o Asteriksie znalazł się gryf:
Gryf w albumie to zwierzęcy totem szamana. Krystalizuje nieco ignorancję Rzymian i fantazyjny sposób, w jaki wyobrażają sobie faunę w świecie, dla nich wciąż w dużej mierze niezbadanym. Nawet z ciałem lwa i głową orła Gryf początkowo wydawał im się nie bardziej nieprawdopodobny niż żyrafa czy nosorożec. Ale kiedy już dotrą do najdalszych zakątków Barbaricum, wkradną się wątpliwości.  A jeśli naprawdę jest potężnym bogiem Natury? Ich mentalność zdobywców zacznie wtedy słabnąć... Zwłaszcza, że Asteriks i Obeliks (nie wspominając o Idefiksie!), którzy przybyli wzmocnić Sarmatów, nie ułatwią im podróży!

## Nawiązania
- Rzymski geograf Terrignotus jest karykaturą Michela Houellebecqa, francuskiego pisarza, autora m.in. powieści Mapa i terytorium[4].
- Scena, w której Panoramiks śni o potrzebującym jego pomocy szamanie Akiedystravie, jest nawiązaniem do jednej z pierwszych scen komiksu Herge'a Tintin w Tybecie[5].